# Les Combattants
Les Combattants (Os Combatentes (título em Portugal) ou Amor à Primeira Briga (título no Brasil)) é um filme de comédia romântica francês realizado por Thomas Cailley. Foi projectado na Quinzena dos Realizadores da sexagésima sétima edição do Festival de Cannes, onde ganhou o Prémio FIPRESCI na secção paralela. Em janeiro de 2015, o filme recebeu nove nomeações ao prémio César, vencendo apenas as categorias de melhor atriz, melhor ator revelação e melhor primeiro filme.
Foi exibido na França a 20 de agosto de 2014, em Portugal a 19 de março e em Angola e Brasil a 2 de abril de 2015.

## Elenco
- Kévin Azaïs como Arnaud Labrède
- Adèle Haenel como Madeleine
- Antoine Laurent como Manu Labrède
- Brigitte Roüan como Hélène Labrède
- Nicolas Wanczycki como Lieutenant Schleiffer
- Maxime Mège como Adrien
- Thibault Berducat como Victor
- William Lebghil como Xavier
- Frédéric Pellegeay como Soldado recruta